# Lange Gasse 19 (Nördlingen)

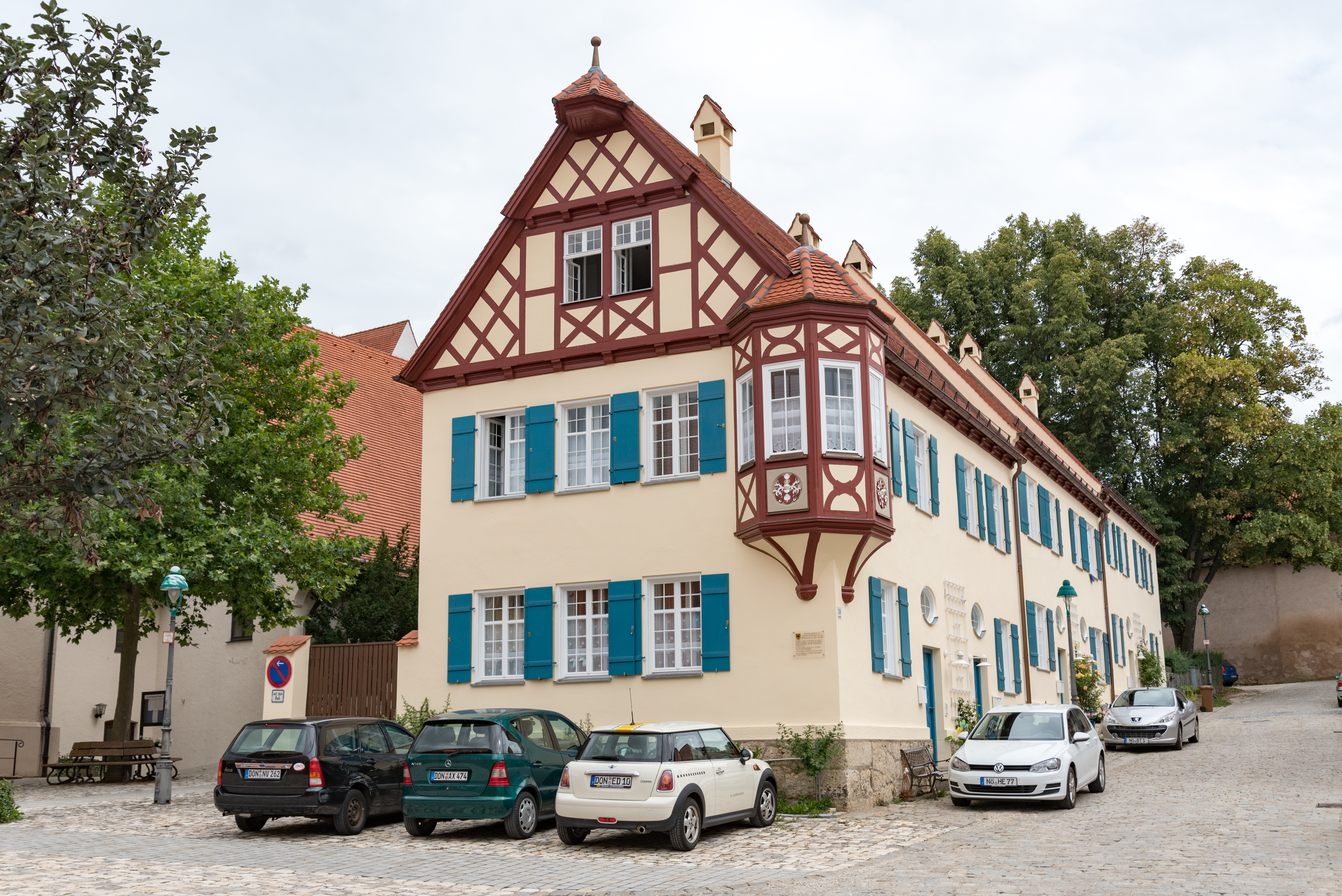
Gebäude Lange Gasse 19 in Nördlingen

Das Gebäude Lange Gasse 19 in Nördlingen, einer Stadt im schwäbischen Landkreis Donau-Ries in Bayern, wurde 1905 errichtet. Die kleine Reihenhaussiedlung, am südlichen Rand der Altstadt in der Nachbarschaft des Karmeliterklosters, ist ein geschütztes Baudenkmal.
Sie wurde anstelle der ehemaligen Seelhäuser, einer spätmittelalterlichen Sozialsiedlung, die von den Familien Frickhinger und Strauß 1453 gestiftet wurde, erbaut. Die Vorgängerbauten wurden 1469, noch vor der Fuggerei in Augsburg, die als erste Sozialsiedlung angesehen wird, errichtet.
Der langgestreckte Satteldachbau mit Fachwerkgiebel und Erker zur Salvatorgasse wurde in Formen des Heimatstils nach Plänen des städtischen Baurates Max Gaab errichtet. Die ursprünglich sechs Wohnungen wurden bei der Erneuerung zu zwölf Wohnungen erweitert.
Am polygonalen Eckerker, der mit einem Zeltdach mit Dachknauf abschließt, ist das Wappen der Familie Strauß angebracht. 

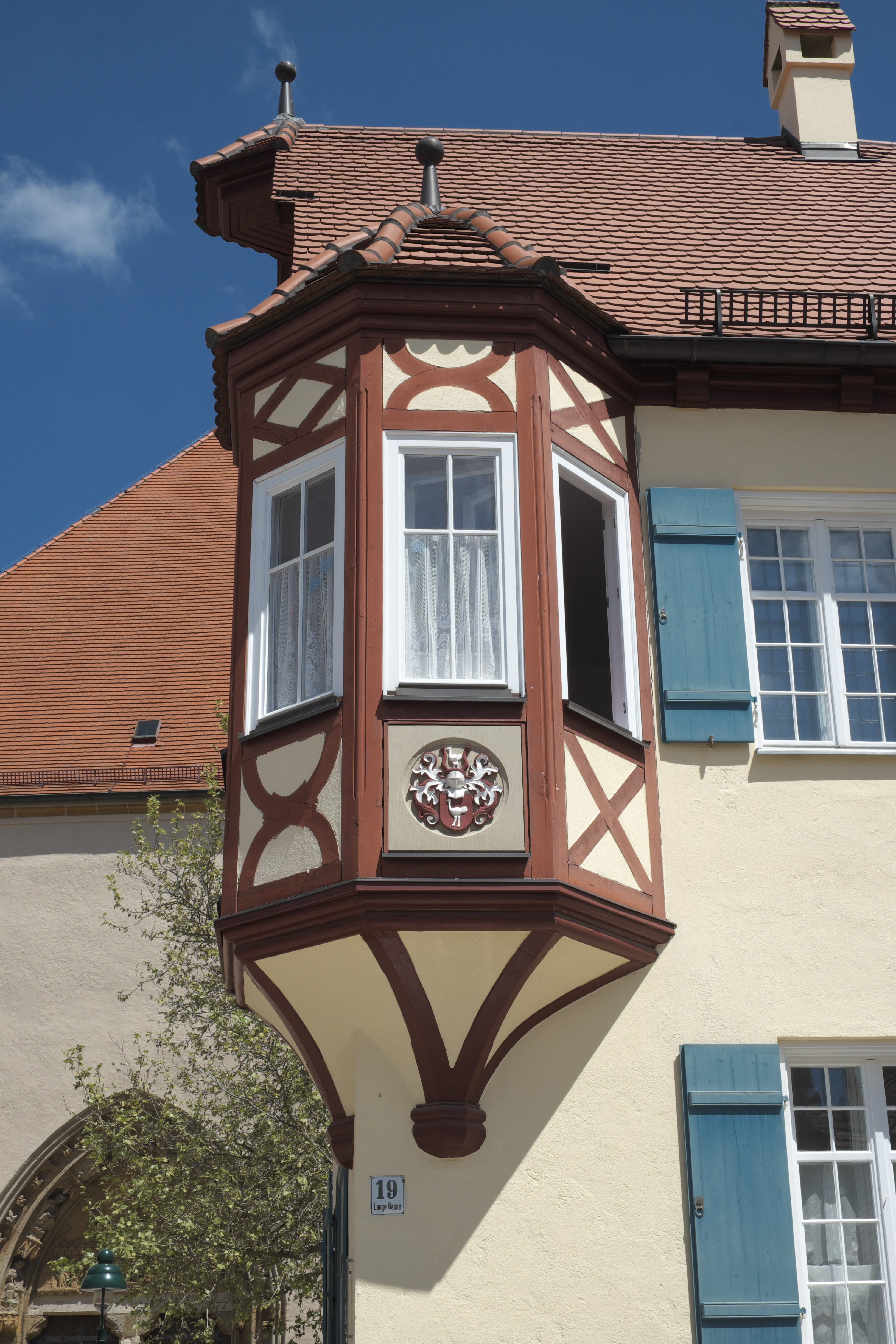
Eckerker mit Wappen
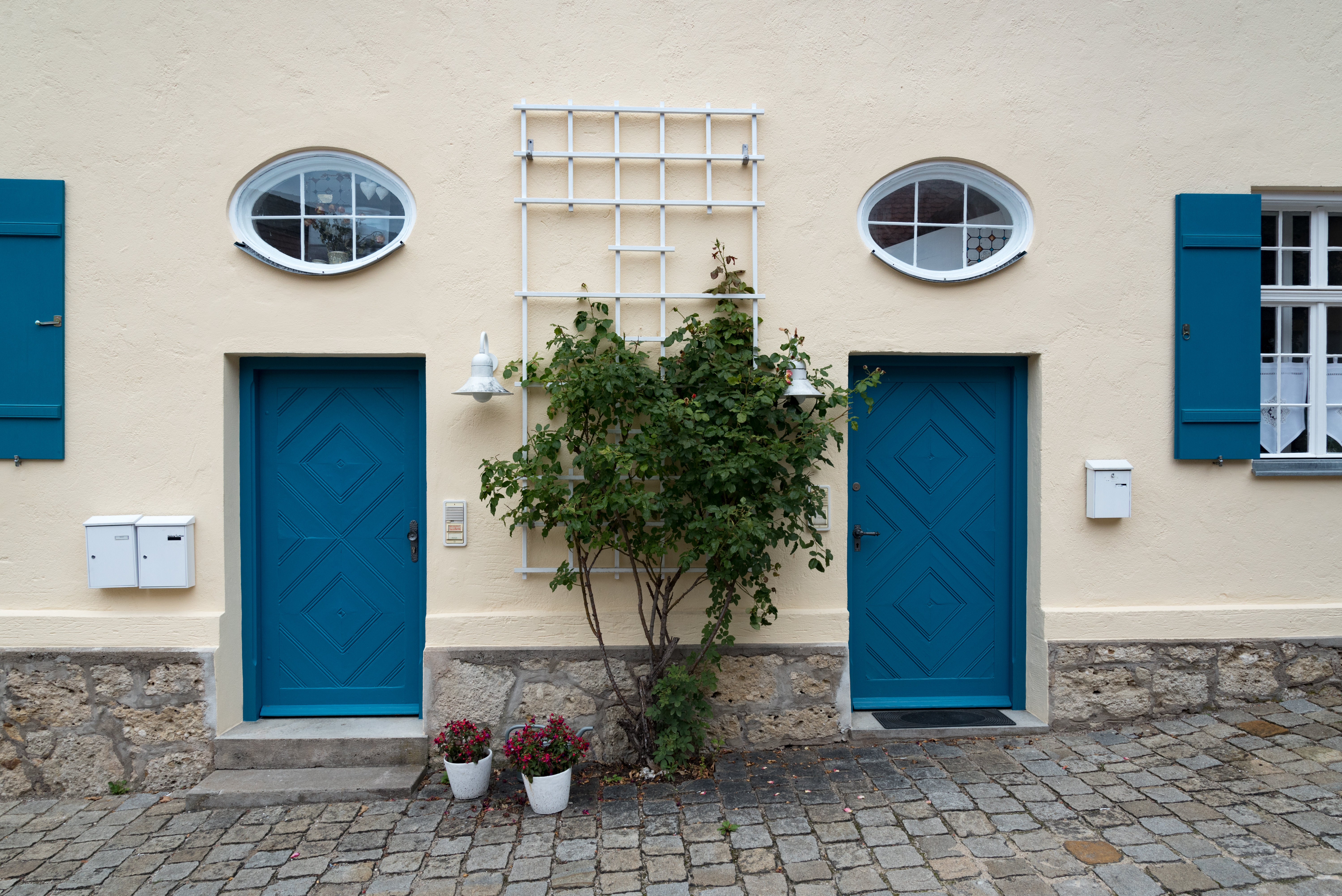
Hauseingänge
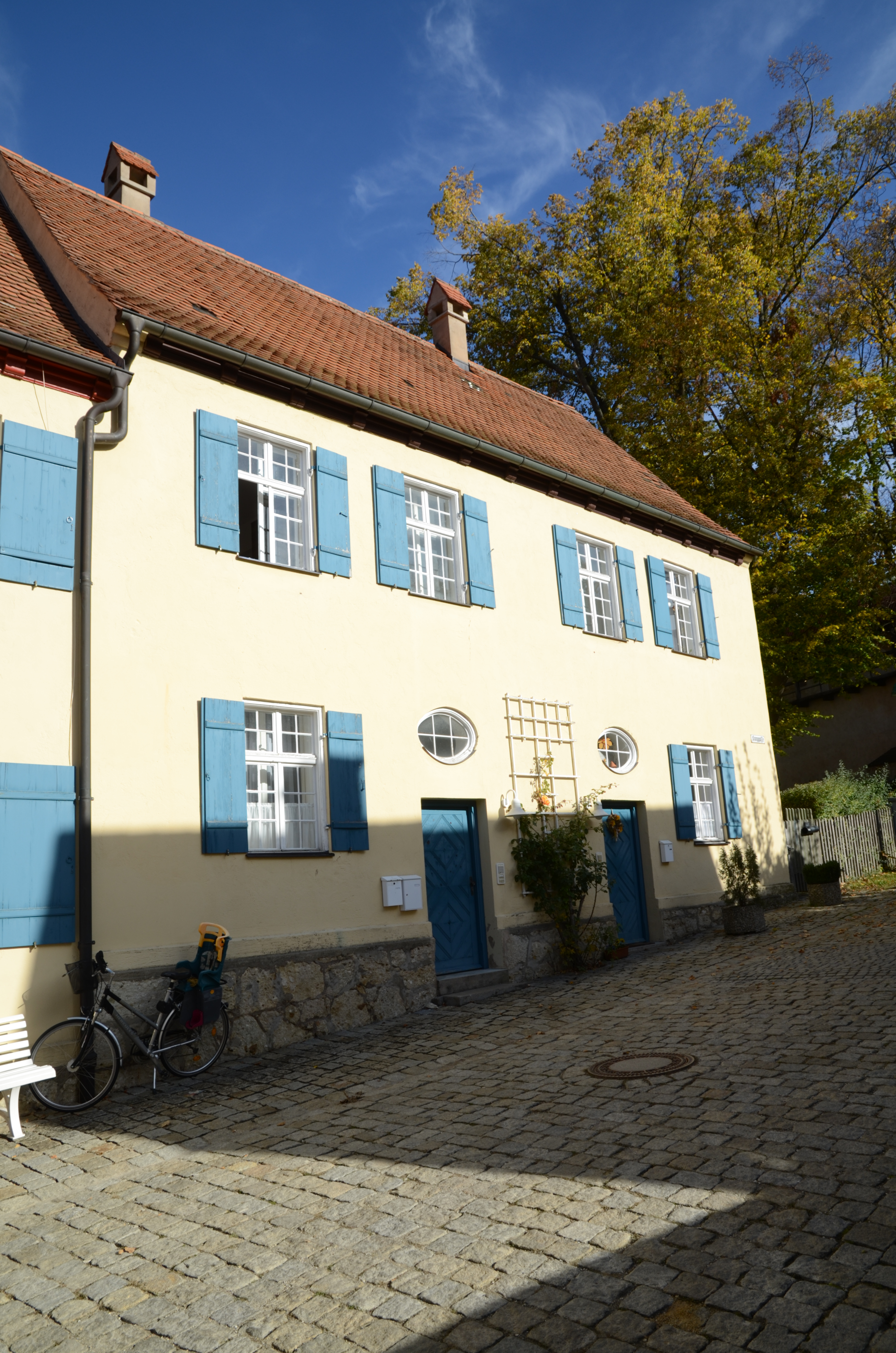
Oberer Abschluss des Reihenhauses